# Sahbi Atigue
Sahbi Atigue (arabe : الصحبي عتيق), né le 14 août 1959 à Matmata, est un homme politique tunisien membre du mouvement islamiste Ennahdha.

## Biographie
Il passe son enfance entre Matmata, Tunis et Gabès où son père est boulanger. Il obtient un baccalauréat scientifique et technologique puis étudie à la faculté de mathématiques et de sciences de Tunis. Par la suite, il décroche une licence de théologie à l'université Zitouna en 1985 ; son DEA porte sur l'œuvre de Mohamed Tahar Ben Achour.
Il s'engage politiquement auprès de la Jamâa Al-Islamiya en 1975, puis auprès du Mouvement de la tendance islamique, devenu Ennahdha. Il est emprisonné une première fois en 1987 mais fait partie des bénéficiaires de l'amnistie générale du 7 novembre 1987. Membre dirigeant d'Ennahdha en 1991, membre du bureau exécutif et directeur de l'organe Al Fajr (ar), il passe seize ans et huit mois en prison : arrêté le 22 mars 1991 et torturé à la prison de Borj Erroumi (Bizerte), il est condamné en août 1992 à la prison à vie par le tribunal militaire de Bouchoucha et incarcéré pendant quinze ans dans les prisons du 9-Avril à Tunis, de Borj Erroumi, de Nadhour, de Mahdia et de Borj El Amri, dont quatre ans en isolement individuel, sa peine étant réduite cinq fois, à 21 ans de prison.
Après la révolution de 2011, il se présente à l'élection de l'assemblée constituante, tenue le 23 octobre 2011. Tête de liste de son parti dans la circonscription de l'Ariana, il fait alors partie des huit élus. Après la séance inaugurale de l'assemblée, le 22 novembre, il est désigné pour présider le groupe parlementaire d'Ennahdha. Le 19 janvier 2012, il demande à son groupe de quitter la salle sans l'autorisation du président de l'assemblée, Mustapha Ben Jaafar.
Il est élu à l'Assemblée des représentants du peuple lors des élections du 26 octobre 2014.
Le 6 mai 2023, il est arrêté à l'aéroport de Tunis avant qu'un mandat de dépôt ne soit émis à son encontre le 13 mai pour blanchiment d'argent, détention illégale de devises et faux témoignages. Il entame alors une grève de la faim contre ce qu'il qualifie d'injustice. Le 7 juin, Samir Dilou annonce qu'il serait en service de réanimation dans un état critique.
Il est marié à Zayneb Mraihi et père de trois enfants.

## Publications
Sahbi Atigue a publié plusieurs ouvrages en arabe :
- Exégèse et objectifs religieuses chez l'imam Ibn Achour, Tunis, 1989 (thèse de maîtrise et de DEA) ;
- Initiations à la philosophie de l'éducation islamique, Tunis, Dar Al-Sanabel pour la culture et la science, 1989 ;
- Concepts éducatifs islamiques, Tunis, Dar Al-Sanabel pour la culture et la science, 1989 ;
- L'Assemblée nationale constituante, l'exception tunisienne, Tunis, Éditions Sotumedias, 2018 ;
- Pondérations juridiques de l'érudit Mohamed Tahar Ben Achour à travers son exégèse Ettahrir Wa Ettanouir, Tunis, Latrach édition, 2018, 182 p. (ISBN 978-9938-20-058-4).